# Koberec

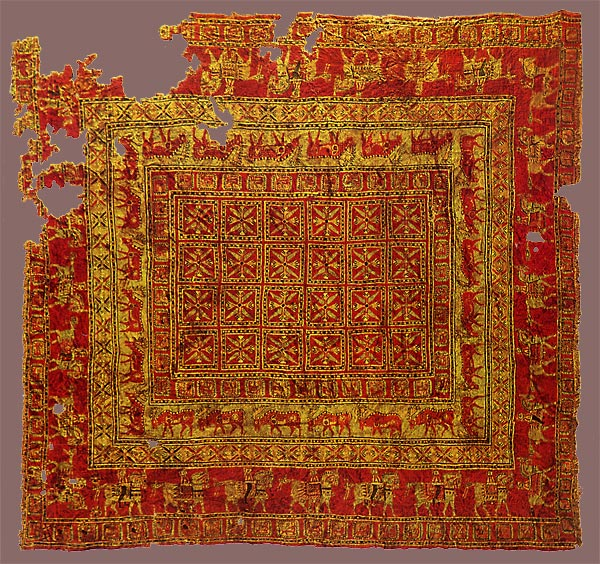
Nejstarší zachovaný koberec na světě zhotovený asi před 2500 lety nalezený v mohyle Pazyrycké kultury na Sibiři

Koberce jsou textilie, kterými se pokrývají podlahy nebo stěny. V původní formě to byly (a jsou) výrobky, u kterých se k předem určeným rozměrům každého kusu přizpůsobuje vzorování a celá konstrukce koberce. Od 50. let 20. století se vyrábějí také koberce jako celoplošné podlahové textilie, což je libovolně dlouhý pás v šířkách až do 6 metrů, který se stříhá podle potřeby uživatele.
První koberce se zhotovovaly pravděpodobně ve Střední Asii před 4–5 tisíci lety. Dosud nejstarší nález pochází z období Pazyrycké kultury doby železné v jednom z údolí Altaje.

## Kobercové příze
Koberce se vyrábějí téměř ze všech druhů textilních vláken a přízí.
Příze na jednoduché tkané koberce jsou nejčastěji z juty nebo kokosu (pevnost v tahu a v oděru).
Bavlněné a jutové příze jsou nejvhodnější materiál pro podkladové kobercové tkaniny.
Vlna a směsi s vlnou jsou vhodné na smyčkové a vlasové koberce pro svoji pružnost a rychlé zotavení po působení tlaku. Skoro všechny ručně vázané koberce jsou z mykaných vlněných přízí.
Z přírodního hedvábí se vážou velmi jemné gobelíny.
Moderní koberce pro domácnost, pro veřejné budovy a pro venkovní použití se vyrábějí téměř výhradně z umělých vláken (PA, PP, PAC, VI). Jsou to buďto staplové mykané příze nebo tvarované filamenty z těchto materiálů.
V roce 2017 byla zaznamenána celosvětová spotřeba kobercových přízí ve výši 3,6 milionu tun, toho 42 % předených z různých druhů staplových vláken, 30 % z tvarovaných ( BCF)  polypropylenových a 28 % z  polyamidových  filamentů.

## Druhy koberců
Podle výrobních technik se koberce a podlahové krytiny často dělí do skupin:
vázané (ručně, strojně), tkané (jednoduché, dvojplyše, gobelíny, prutové), netkané (všívané, vpichované, chemicky pojené), pletené (osnovní pletenina), hákované.

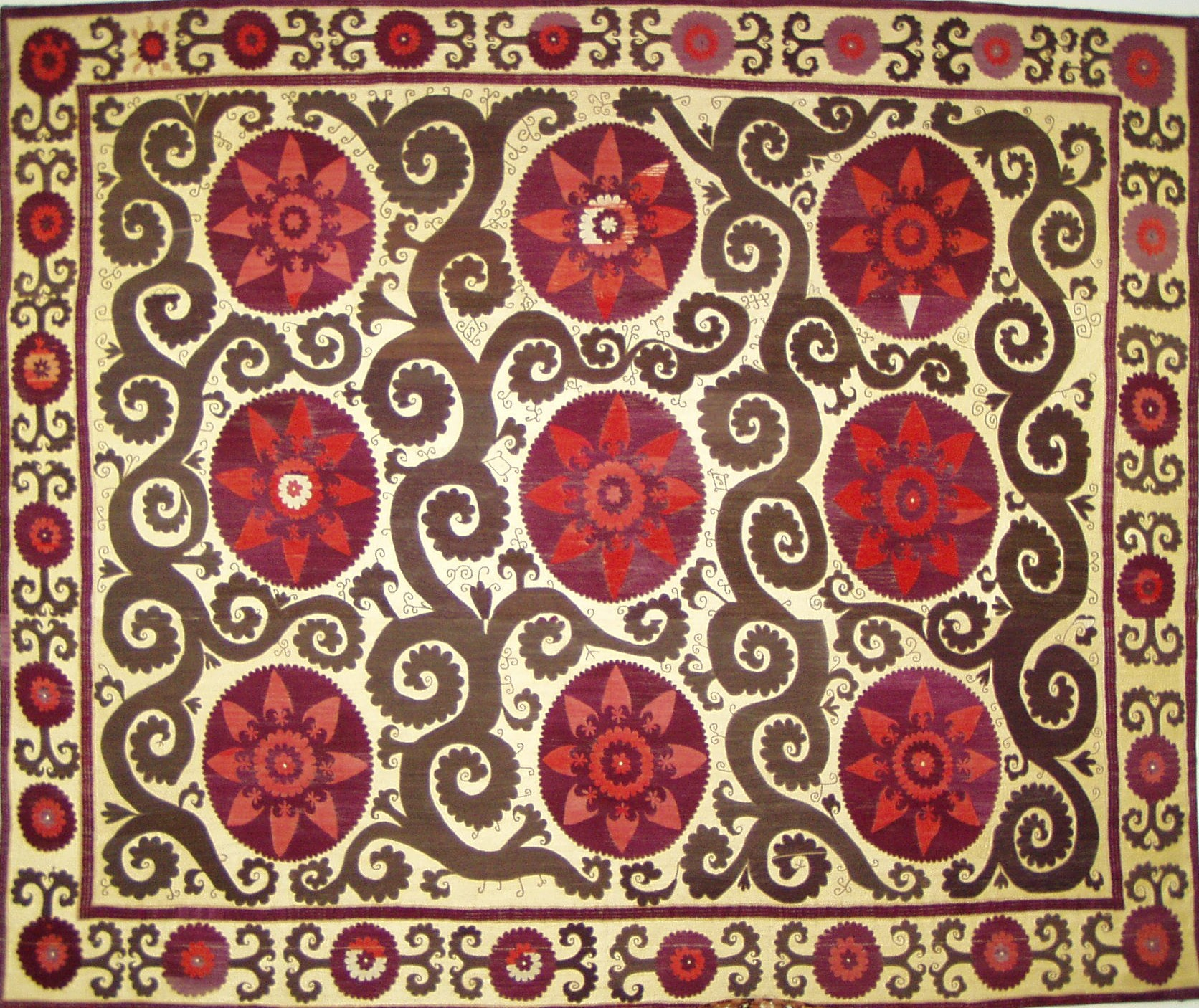
Tradiční taškentský koberec

V roce 2017 se ve světě podílely jednotlivé techniky na výrobě koberců v %: všívání 51, vpichování 24, tkaní 16, ostatní (vázání aj) 9. 

### Ručně vázané koberce
Na osnovní nitě se navazují uzlíky různého tvaru (perský, smyrenský) podle předem určeného barevného vzoru a každá řada uzlíků se protkává dvěma útky v plátnové vazbě. Vlněné koberce mívají 8 uzlů, hedvábné 60–100 na cm². Špičky uzlů se pak postřihují.
V asijských zemích, zejména v Íránu, Afghánistánu, Indii a Nepálu, ve středoasijských republikách a v Turecku se vyrábějí ručně vázané koberce se specifickým vzorováním a zvláštní výrobní technikou. Je to dlouhá řada druhů, jejichž původ a hodnotu jednotlivých kusů umí posoudit jen úzce specializovaní odborníci.
Mezi nejznámější druhy patří např.: Kelim.
V 70. letech minulého století bylo v západní Evropě poměrně dost rozšířené amatérské zhotovování menších ručně vázaných koberců. K tomu účelu se prodávaly soupravy přízí (nastříhaných na délku cca 5 cm) s podkladovou tkaninou a patřičným návodem k určitému vzoru.

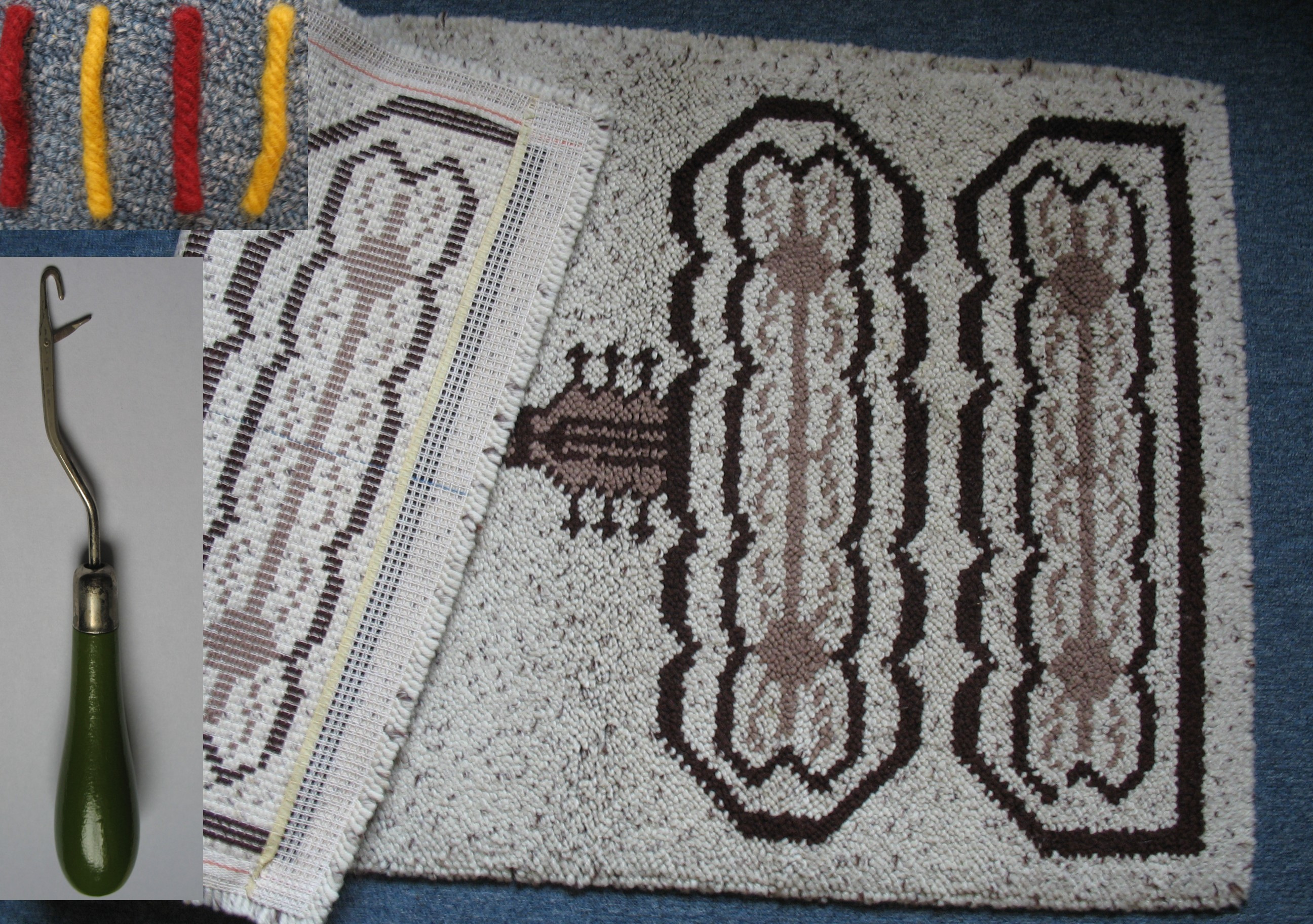
Amatérsky vázaný koberec

Na snímku vpravo je příklad amatérsky vázané předložky s ukázkou vzorků přízí, jehly a podkladové tkaniny na rubové straně koberce.
Údajně největší ručně vázaný koberec na světě byl vyroben v Íránu a pokrývá od roku 2001 podlahu Velké mešity v Maskatu (Omán). Měří 4 343 m² a váží 22 tun. Příze z čisté vlny je na něm vázána do základní bavlněné tkaniny

### Strojně vázané koberce
Tkací stroje napodobují ruční vázání, nejznámější jsou tzv. gripper axminsterské koberce.
Postup výroby: Skřipec vytáhne z podavače příslušnou barvu a délku vlasové příze, která se odřízne. Skřipec zavede vlasovou osnovu dospod základní tkaniny, kde se upevní dvěma útky a poté se protáhne zpět na povrch. Vlas se upevní dalšími útky a celý proces se opakuje.

### Tkané koberce
Tkají se v rypsové nebo keprové vazbě a označují se podle druhu vláken, ze kterých jsou vyrobeny, například jutové, sisalové, kokosové.
Nejčastější použití: jako běhouny
Tkaní koberců prutovou technikou, tkaní dvojplyšů a gobelínů je složité a nákladné. Tyto druhy se proto vyrábí jen v omezeném množství a pro speciální účely.

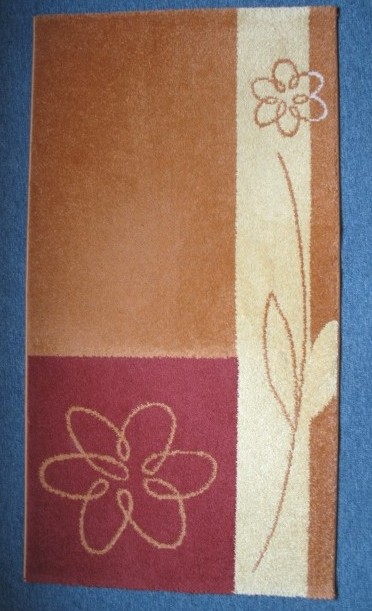
Tufting: Předložka do koupelny z polypropylenové příze

### Všívané podlahové krytiny
Všívané koberce jsou nejrozšířenějším druhem podlahových krytin. (Podle amerických pramenů až 90 % všech koberců). Technologie je známa v celém světě pod označením tufting. Vlas se všívá do základní tkaniny, která může být zhotovena z juty, z polypropylénových pásků nebo jiných materiálů. Napnutá tkanina se vede ke všívacímu zařízení, kde jsou v jehlovém rámu uloženy jehly s navlečenými vlasovými nitěmi. Jehlový systém propichuje tlakem jehly nosnou textilii na opěrném stole. Vlasové nitě jsou zachyceny háčkem pod jehlou a vytvoří se tak smyčka. Po vytažení jehly z nosné textilie se textilie posune o určitou délku a celý proces všívání se opakuje. V případě výroby koberců s řezaným vlasem jsou háčky pod jehlami opatřeny řezným nožem.
Všívané koberce jsou velmi jemné. Základní tkanina, do které je všíván vlas, musí být prostupná pro jehlu. Proto se k rubu koberce přidávají sekundární vrstvy ze tkaných nebo netkaných textilií nebo zátěrů, které slouží k zafixování smyček a k vyztužení koberce.

### Vpichované koberce
Patří k nejlevnějším podlahovým textilním krytinám. Vyrábí se jednou operací na jehelném zařízení. Princip výroby spočívá ve vzájemně propletených vláknech rouna pomocí speciálních vpichovacích jehel. Do spodního podkladového rouna jsou používány odpadové textilní materiály. Vrchní rouno, jehož vlákna jsou vpichována do podkladového rouna, je z kvalitnějších materiálů. Z rubové strany se zatírají a tuží.
Popsaným způsobem vzniká textilie s hladkým povrchem. S pomocí tzv. vidličkových jehel se na stejných strojích mohou vyrábět smyčkové podlahové krytiny.

### Chemicky pojené podlahové textilie
Lepené podlahové krytiny vznikají lepením různých vlákenných materiálů na podkladovou textilii. Chemicky pojené koberce s řezaným vlasem se vyrábějí obdobně jako dvojplyš, vlasová osnova se však nezatkává, ale lepí na podkladovou textilii a po vytvrzení pojiva se řeže – vzniká lepený koberec.

## Použití
Hlavním účelem koberce je zvýšit tepelný komfort, tepelně izolovat podlahu a tím snížit tepelné ztráty v místnosti. Dalším účelem je změkčení podlahy a ozdobná funkce. V pohádkách (převážně arabských) bývá používán k létání.
Mimo domácnost nachází podlahové krytiny široké použití v různých speciálních provedeních, zejména
- ve veřejných prostorách, kde se předpokládá vysoká zátěž zejména u schodových koberců

- v čisticích zónách u vchodu do veřejných prostor

- jako umělý trávník s celou řadou variant (podle místa použití, druhu sportu, pro který je určen apod.) ve druzích použitých textilních vláken, délce a hustotě smyček a vlasu, druhu písku nebo granulátu, který se sype mezi smyčky, atd.[8]

Na nákresu vpravo je příklad složení umělého trávníku:

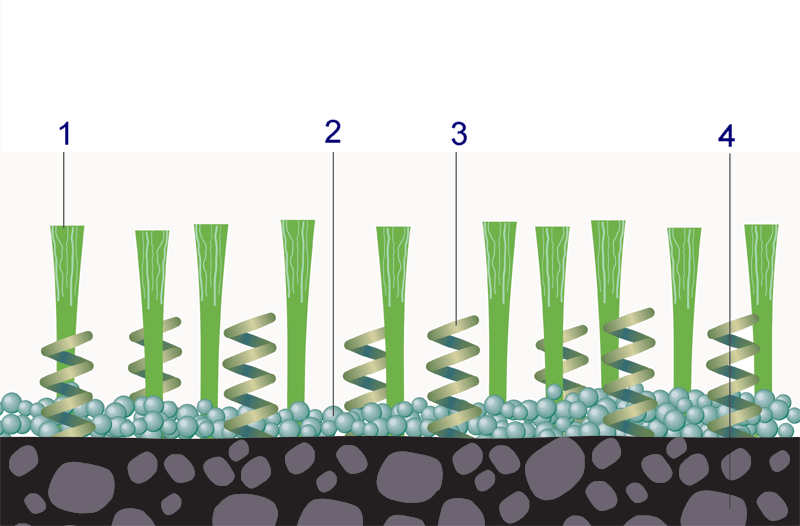
Příklad složení umělého trávníku:
1 vlákna povrstvená silikonem;
2 pryžový granulát;
3 spirálovitě zkadeřená vlákna;
4 podklad z polypropylénu

Odhad odborníků z roku 2017 udával celosvětovou spotřebu koberců (bez umělého trávníku) v roce 2021 na 5 miliard m2 v hodnotě 45 miliard USD.

## Některé vyráběné druhy a značky koberců
- Afghán
- Axminsterský koberec
- Bižár
- Dvojplyšový vlasový koberec
- Gabbeh
- Ghom
- Heris
- Isfahán
- Kášán
- Kelim
- Nain
- Orientální koberec
- Perský koberec
- Tabríz
- Wiltonský koberec